# فهرست همپارهای اوندکان
اوندکان دارای ١۵۹ همپار یا ایزومر می‌باشد که در فهرست زیر معرفی می‌شوند. برای اطلاعات بیشتر فهرست همپارهای تمامی آلکان‌ها را ببینید.

## راست‌زنجیر
- اوندکان

## دکان
- ۲-متیل‌دکان
- ۳-متیل‌دکان
- ۴-متیل‌دکان
- ۵-متیل‌دکان

## نونان
- ۲٬۲-دی‌متیل‌نونان
- ۲٬۳-دی‌متیل‌نونان
- ۲٬۴-دی‌متیل‌نونان
- ۲٬۵-دی‌متیل‌نونان
- ۲٬۶-دی‌متیل‌نونان
- ۲٬۷-دی‌متیل‌نونان
- ۲٬۸-دی‌متیل‌نونان
- ۳٬۳-دی‌متیل‌نونان
- ۳٬۴-دی‌متیل‌نونان
- ۳٬۵-دی‌متیل‌نونان
- ۳٬۶-دی‌متیل‌نونان
- ۳٬۷-دی‌متیل‌نونان
- ۴٬۴-دی‌متیل‌نونان
- ۴٬۵-دی‌متیل‌نونان
- ۴٬۶-دی‌متیل‌نونان
- ۵٬۵-دی‌متیل‌نونان
- ۳-اتیل‌نونان
- ۴-اتیل‌نونان
- ۵-اتیل‌نونان

## اکتان
- ۲٬۲،۳-تری‌متیل‌اکتان
- ۲٬۲،۴-تری‌متیل‌اکتان
- ۲٬۲،۵-تری‌متیل‌اکتان
- ۲٬۲،۶-تری‌متیل‌اکتان
- ۲٬۲،۷-تری‌متیل‌اکتان
- ۲٬۳،۳-تری‌متیل‌اکتان
- ۲٬۳،۴-تری‌متیل‌اکتان
- ۲٬۳،۵-تری‌متیل‌اکتان
- ۲٬۳،۶-تری‌متیل‌اکتان
- ۲٬۳،۷-تری‌متیل‌اکتان
- ۲٬۴،۴-تری‌متیل‌اکتان
- ۲٬۴،۵-تری‌متیل‌اکتان
- ۲٬۴،۶-تری‌متیل‌اکتان
- ۲٬۴،۷-تری‌متیل‌اکتان
- ۲٬۵،۵-تری‌متیل‌اکتان
- ۲٬۵،۶-تری‌متیل‌اکتان
- ۲٬۶،۶-تری‌متیل‌اکتان
- ۳٬۳،۴-تری‌متیل‌اکتان
- ۳٬۳،۵-تری‌متیل‌اکتان
- ۳٬۳،۶-تری‌متیل‌اکتان
- ۳٬۴،۴-تری‌متیل‌اکتان
- ۳٬۴،۵-تری‌متیل‌اکتان
- ۳٬۴،۶-تری‌متیل‌اکتان
- ۳٬۵،۵-تری‌متیل‌اکتان
- ۴٬۴،۵-تری‌متیل‌اکتان
- ۳-اتیل-۲-متیل‌اکتان
- ۳-اتیل-۳-متیل‌اکتان
- ۳-اتیل-۴-متیل‌اکتان
- ۳-اتیل-۵-متیل‌اکتان
- ۳-اتیل-۶-متیل‌اکتان
- ۴-اتیل-۲-متیل‌اکتان
- ۴-اتیل-۳-متیل‌اکتان
- ۴-اتیل-۴-متیل‌اکتان
- ۴-اتیل-۵-متیل‌اکتان
- ۵-اتیل-۲-متیل‌اکتان
- ۵-اتیل-۳-متیل‌اکتان
- ۶-اتیل-۲-متیل‌اکتان
- ۴-پروپیل‌اکتان
- ۴-(۱-متیلاتیل)اکتان

## هپتان
- ۲٬۲،۳٬۳-تترامتیل‌هپتان
- ۲٬۲،۳٬۴-تترامتیل‌هپتان
- ۲٬۲،۳٬۵-تترامتیل‌هپتان
- ۲٬۲،۳٬۶-تترامتیل‌هپتان
- ۲٬۲،۴٬۴-تترامتیل‌هپتان
- ۲٬۲،۴٬۵-تترامتیل‌هپتان
- ۲٬۲،۴٬۶-تترامتیل‌هپتان
- ۲٬۲،۵٬۵-تترامتیل‌هپتان
- ۲٬۲،۵٬۶-تترامتیل‌هپتان
- ۲٬۲،۶٬۶-تترامتیل‌هپتان
- ۲٬۳،۳٬۴-تترامتیل‌هپتان
- ۲٬۳،۳٬۵-تترامتیل‌هپتان
- ۲٬۳،۳٬۶-تترامتیل‌هپتان
- ۲٬۳،۴٬۴-تترامتیل‌هپتان
- ۲٬۳،۴٬۵-تترامتیل‌هپتان
- ۲٬۳،۴٬۶-تترامتیل‌هپتان
- ۲٬۳،۵٬۵-تترامتیل‌هپتان
- ۲٬۳،۵٬۶-تترامتیل‌هپتان
- ۲٬۴،۴٬۵-تترامتیل‌هپتان
- ۲٬۴،۴٬۶-تترامتیل‌هپتان
- ۲٬۴،۵٬۵-تترامتیل‌هپتان
- ۳٬۳،۴٬۴-تترامتیل‌هپتان
- ۳٬۳،۴٬۵-تترامتیل‌هپتان
- ۳٬۳،۵٬۵-تترامتیل‌هپتان
- ۳٬۴،۴٬۵-تترامتیل‌هپتان
- ۳-اتیل-۲٬۲-دی‌متیل‌هپتان
- ۳-اتیل-۲٬۳-دی‌متیل‌هپتان
- ۳-اتیل-۲٬۴-دی‌متیل‌هپتان
- ۳-اتیل-۲٬۵-دی‌متیل‌هپتان
- ۳-اتیل-۲٬۶-دی‌متیل‌هپتان
- ۳-اتیل-۳٬۴-دی‌متیل‌هپتان
- ۳-اتیل-۳٬۵-دی‌متیل‌هپتان
- ۳-اتیل-۴٬۴-دی‌متیل‌هپتان
- ۳-اتیل-۴٬۵-دی‌متیل‌هپتان
- ۴-اتیل-۲٬۲-دی‌متیل‌هپتان
- ۴-اتیل-۲٬۳-دی‌متیل‌هپتان
- ۴-اتیل-۲٬۴-دی‌متیل‌هپتان
- ۴-اتیل-۲٬۵-دی‌متیل‌هپتان
- ۴-اتیل-۲٬۶-دی‌متیل‌هپتان
- ۴-اتیل-۳٬۳-دی‌متیل‌هپتان
- ۴-اتیل-۳٬۴-دی‌متیل‌هپتان
- ۴-اتیل-۳٬۵-دی‌متیل‌هپتان
- ۵-اتیل-۲٬۲-دی‌متیل‌هپتان
- ۵-اتیل-۲٬۳-دی‌متیل‌هپتان
- ۵-اتیل-۲٬۴-دی‌متیل‌هپتان
- ۵-اتیل-۲٬۵-دی‌متیل‌هپتان
- ۵-اتیل-۳٬۳-دی‌متیل‌هپتان
- ۳٬۳-دی‌اتیل‌هپتان
- ۳٬۴-دی‌اتیل‌هپتان
- ۳٬۵-دی‌اتیل‌هپتان
- ۴٬۴-دی‌اتیل‌هپتان
- ۲-متیل-۴-پروپیل‌هپتان
- ۳-متیل-۴-پروپیل‌هپتان
- ۴-متیل-۴-پروپیل‌هپتان
- ۲-متیل-۳-(۱-متیل‌اتیل)هپتان
- ۲-متیل-۴-(۱-متیل‌اتیل)هپتان
- ۳-متیل-۴-(۱-متیل‌اتیل)هپتان
- ۴-متیل-۴-(۱-متیل‌اتیل)هپتان
- ۴-(۱٬۱-دی‌متیل‌اتیل)هپتان

## هگزان
- ۲٬۲،۳٬۳،۴-پنتامتیل‌هگزان
- ۲٬۲،۳٬۳،۵-پنتامتیل‌هگزان
- ۲٬۲،۳٬۴،۴-پنتامتیل‌هگزان
- ۲٬۲،۳٬۴،۵-پنتامتیل‌هگزان
- ۲٬۲،۳٬۵،۵-پنتامتیل‌هگزان
- ۲٬۲،۴٬۴،۵-پنتامتیل‌هگزان
- ۲٬۳،۳٬۴،۴-پنتامتیل‌هگزان
- ۲٬۳،۳٬۴،۵-پنتامتیل‌هگزان
- ۳-اتیل-۲٬۲،۳-تری‌متیل‌هگزان
- ۳-اتیل-۲٬۲،۴-تری‌متیل‌هگزان
- ۳-اتیل-۲٬۲،۵-تری‌متیل‌هگزان
- ۳-اتیل-۲٬۳،۴-تری‌متیل‌هگزان
- ۳-اتیل-۲٬۳،۵-تری‌متیل‌هگزان
- ۳-اتیل-۲٬۴،۴-تری‌متیل‌هگزان
- ۳-اتیل-۲٬۴،۵-تری‌متیل‌هگزان
- ۳-اتیل-۳٬۴،۴-تری‌متیل‌هگزان
- ۴-اتیل-۲٬۲،۳-تری‌متیل‌هگزان
- ۴-اتیل-۲٬۲،۴-تری‌متیل‌هگزان
- ۴-اتیل-۲٬۲،۵-تری‌متیل‌هگزان
- ۴-اتیل-۲٬۳،۳-تری‌متیل‌هگزان
- ۴-اتیل-۲٬۳،۴-تری‌متیل‌هگزان
- ۳٬۳-دی‌اتیل-۲-متیل‌هگزان
- ۳٬۳-دی‌اتیل-۴-متیل‌هگزان
- ۳٬۴-دی‌اتیل-۲-متیل‌هگزان
- ۳٬۴-دی‌اتیل-۳-متیل‌هگزان
- ۴٬۴-دی‌اتیل-۲-متیل‌هگزان
- ۲٬۲-دی‌متیل-۳-(۱-متیل‌اتیل)هگزان
- ۲٬۳-دی‌متیل-۳-(۱-متیل‌اتیل)هگزان
- ۲٬۴-دی‌متیل-۳-(۱-متیل‌اتیل)هگزان
- ۲٬۵-دی‌متیل-۳-(۱-متیل‌اتیل)هگزان

## پنتان
- ۲٬۲،۳٬۳،۴٬۴-هگزامتیل‌پنتان
- ۳-اتیل-۲٬۲،۳٬۴-تترامتیل‌پنتان
- ۳-اتیل-۲٬۲،۴٬۴-تترامتیل‌پنتان
- ۳٬۳-دی‌اتیل-۲٬۲-دی‌متیل‌پنتان
- ۳٬۳-دی‌اتیل-۲٬۴-دی‌متیل‌پنتان
- ۲٬۲،۴-تری‌متیل-۳-(۱-متیلاتیل)پنتان
- ۲٬۳،۴-تری‌متیل-۳-(۱-متیلاتیل)پنتان